# Fase de Laves

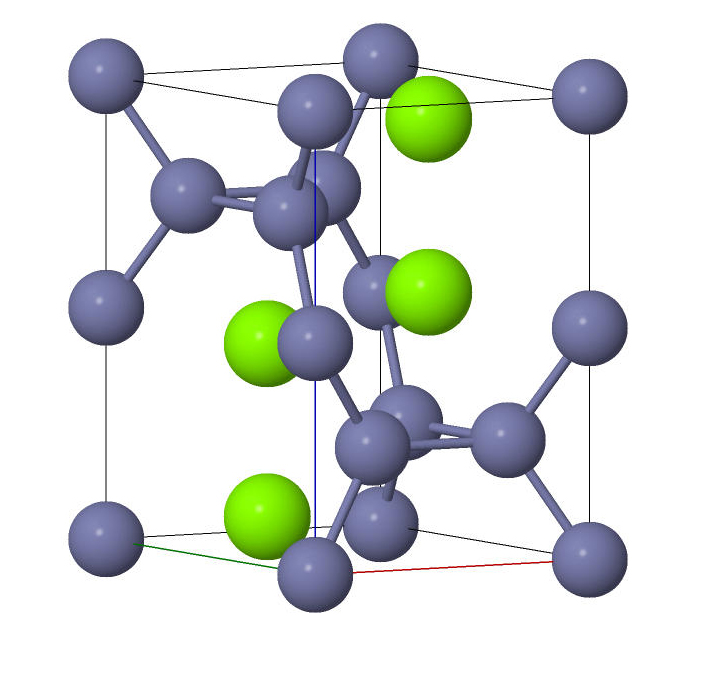
Cel·la unitat d'una fase de Laves del MgZn₂ (àtoms de Mg en verd).

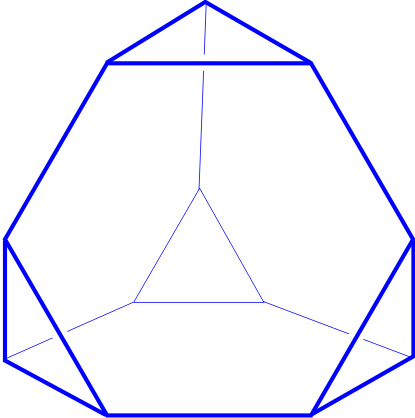
Poliedre de Laves

Una fase de Laves és un compost intermetàl·lic, això és un compost químic de dos metalls, que té composició{\textstyle AB_{2}}, on A i B són dos metalls diferents.
Les fases de Laves deuen el seu nom al cristal·lògraf alemany Fritz Laves (1906-1978), qui fou el primer a descriure-les.
Aquests composts són classificats segons la seva geometria. Hi ha tres tipus: cúbica MgCu₂ (C15), hexagonal MgZn₂ (C14), i hexagonal MgNi₂ (C36). Aquests dos darrers tipus són formes úniques de l'arranjament hexagonal, però comparteixen la mateixa estructura bàsica. En general, els àtoms A són ordenats com els carbonis en un diamant, un diamant hexagonal, o una estructura relacionada; mentre que els B tenen un ordenament de tetraedre al voltant dels àtoms A per aconseguir l'estructura AB₂. Les fases de Laves tenen un especial interès en la metal·lúrgia moderna a causa de les seves propietats físiques i químiques anormals. Moltes aplicacions hipotètiques o primitives han estat desenvolupades. Tanmateix, encara resten molts d'aspectes per explicar. Una característica és la conductivitat elèctrica gairebé perfecta, tanmateix no són deformable a temperatura ambient, la qual cosa impedeix, de moment, el seu ús industrial.
Dins de cada un dels tres tipus de fases de Laves, si els dos tipus d'àtom són esferes perfectes amb una proporció de radis de {\textstyle {\sqrt {3/2}}\approx 1.225}, l'estructura seria tropològicament tetraèdrica proper-va empaquetar. Amb aquesta proporció, l'estructura té un empaquetant de densitat 0,710. Compostos trobats en fases de Laves típicament tenen una proporció de mida atòmica entre 1,05 i 1,67. Anàlegs a les fases de Laves poden formar-se per l'assemblatge d'una dispersió col·loidal de dues mides d'esfera.